# هوراچیو مالائله
هوراچیو مالائله (رومانیایی: Horațiu Mălăele؛ زادهٔ ۳۱ ژوئیهٔ ۱۹۵۲) بازیگر، فیلم‌نامه‌نویس و کارگردان فیلم اهل رومانی است.
از مهمترین آثاری که وی در آن نقش داشته‌است، می‌توان به کارگردانی فیلم عروسی بی سروصدا (۲۰۰۸) و بازی در فیلم‌های آمین. (۲۰۰۲) و پاکالا (۱۹۷۴) اشاره کرد.